# Chinawut Indracusin
Chinawut-Stéphane Indracusin hay Chinawut Indracusin (tiếng Thái: ชินวุฒ อินทรคูสิน, sinh ngày 13 tháng 08 năm 1989) còn có nghệ danh là Chin, là một ca sĩ, diễn viên, người mẫu, vũ công và nhà soạn nhạc người Thái Lan.

## Tiểu sử
Sinh ngày 13 tháng 8 năm 1989 tại Bangkok, Thái Lan, có mẹ là người Pháp và cha là người Thái Lan, anh có một em gái là Sophie Marguerite, một nữ diễn viên và vũ công. Chinawut bắt đầu sự nghiệp từ rất sớm bằng cách đăng ký với hãng thu âm lớn nhất Thái Lan, GMM Grammy đã chọn anh cho G-JUNIOR. Chin cuối cùng đã có cơ hội phát hành album của riêng mình, "Chin Up" vào tháng 5 năm 2007. Chin đã đi đến Thành phố New York để làm việc với album Có lẽ tôi xấu. Vào mùa thu năm 2008, Chin đã thực hiện một quảng cáo của Malaysia giới thiệu một chiếc Sony Skinny T. Với quảng cáo này, anh đã thu âm một số bài hát của mình bằng tiếng Trung, bao gồm 'Term Mai Keuy Tem', 'Roo Chai Mai Wa Ruk' và 'Keun Tee Neung'. Anh hiện là người dẫn chương trình cho Máy ảnh kỹ thuật số Sony Skinny T ở Malaysia và là ca sĩ nổi tiếng ở Malaysia. Chin đóng vai chính trong bộ phim truyền hình gốc Đài Loan Love 18 với vai Joshua. Và vào năm 2016, anh đã phát hành đĩa đơn mới "Jub - Yo" x Gavin Duval. Anh còn phục vụ Quân đội Hoàng gia Thái Lan với tư cách là thành viên của Lực lượng Vũ trang và là nghệ sĩ của Quân đội Hoàng gia Thái Lan.

## Sự nghiệp
Chinawut bắt đầu sự nghiệp của mình từ rất sớm khi đăng ký với hãng thu âm lớn nhất ở Thái Lan, GMM Grammy đã chọn anh ấy cho chương trình phát triển nghệ sĩ trẻ G-JUNIOR. Năm 2003, Chin và hai nhạc sĩ khác trong G-JUNIOR, Jay và Guy đã cùng nhau thành lập một nhóm nhạc tên là Big 3. Âm nhạc mà họ phát hành vào thời điểm đó được dán nhãn là hip hop nhưng sau đó đã được tái tạo được phân loại thành pop và R&B. Sau khi phát hành album "We are Big 3", các chàng trai quyết định tiếp tục sự nghiệp của riêng mình. Chin and Guy phát hành album thứ hai vào năm 2006 với G-JUNIOR và 10 Club.
Năm 2007, Chin cuối cùng đã được trao cơ hội phát hành album của riêng mình, "Chin Up " vào tháng 5 năm 2007. Đĩa đơn solo đầu tiên của anh ấy được tung ra, "Pak Mai Trong Gub Jai" đã trở nên cực kỳ thành công ngay lập tức, đứng đầu bảng xếp hạng Thái Lan trong nhiều tuần liên tiếp. Kết quả là, Chin ngày nay là một trong những nghệ sĩ tuổi teen hàng đầu ở Thái Lan. Chin đã đến Thành phố New York để làm việc cho album 'Có lẽ tôi tồi tệ'. Vào mùa thu năm 2008, Chin đã thực hiện một quảng cáo Malaysia giới thiệu một chiếc Sony Skinny T. Đối với quảng cáo này, anh đã thu âm một số bài hát của mình bằng tiếng Trung, bao gồm cả 'Term Mai Koi Tem', ' Roo Chai Mai Wa Ruk 'và gần đây là' Koon Tee Neung '. Anh ấy hiện là người trình bày cho Sony Skinny T Digital Camera tại Malaysia và là một ca sĩ đang ngày càng nổi tiếng ở Malaysia.
Ngày 16 tháng 12 năm 2008 anh phát hành album đơn thứ hai "Maybe I'm Bad " gồm 10 bài hát hàng đầu của anh, "One Night Stand" hoặc "Keun Tee Neung". Các bài hát nổi tiếng khác trong album mới này bao gồm "Too Fast Too Serious" và "Hua jai mai chai gra-dard". Cho đến nay, anh ấy đã có 3 video âm nhạc từ album này, một cho "Keun Tee Neung" có sự góp mặt của chính anh, "Too Fast Too Serious" có sự tham gia của anh và ca sĩ sắp ra mắt của Thái Lan trong cùng một hãng DUCKBAR, Fifi-Natasha Josephine Blake và cuối cùng là một cho " Hua hai mai chai gra-dart "có sự tham gia của anh, em gái Sophie và người mẫu Singaporian-Thụy Điển Ase Wang.
Chin cũng đã đóng vai chính trong bộ phim truyền hình Đài Loan gốc Love - 18 với vai Joshua và vào năm 2016, anh ấy đã phát hành đĩa đơn mới của mình Jub - Yo x Gavin Duval.

## Đời tư
Chin có mối quan hệ với diễn viên Đài One Pantila Pansirithanachote (Nghệ danh: Lily).

## Sự nghiệp ca hát

### Songs as a group member
Chinawut appeared as a group member of these groups as following:
- We Are Big 3 (As Big 3), 2003
- Ten Club (As G – Jr), 2006

### Music albums and singles
- Album CHIN UP, 2007
- Single Mai Mee Krai Bog Rak, 2008
- Album Maybe I'm Bad, 2008
- Single Kon Ru Jai (Ost. Series Love-18 Rak Woon Wai Hua Jai 18), 2009
- Single Kon Tam Ma Da (Ost. Drama Soot Sanaeha), 2009
- Single My Love My Code (Ost. Commercial Ad: CAT 009), 2009
- Single Kuen Nee Yak Dai Gee Krang, 2010
- Single lan La Feat. Bank Opal, 2010
- Single Hai Rak Dern Tang Ma Jer Gun (Ost. Drama 4 Hua Jai Hang Kun Kao: Pathapee Leh Ruk), 2010
- Single Nai Wa Ja mai Look Gun Feat. Ter Chantavit Dhanasevi (Ost, Drama Muad Opas), 2011
- Single My Bad Habit (Ost. Commercial Ad:Shampoo Pantene), 2012
- Single Ter Ja You Nai Jai Kong Chan Sa Mer Feat.Cheranut Yusanonda (Ost. Movie Tong Sook 13), 2013
- Single Ya Bok Chan Wa Hai Pai (Ost. Drama Quý ông nhà Jutathep Series: Koon Chai Roon Na Pee / Ảo vọng giàu sang), 2013
- Single Nee Kor Rak (feat. Varitthisa Limthammahisorn) (Ost. Drama Nee Kor La Sa Kor Rak), 2014
- Single Jab – Yo Chin Chinawut x Gavin Duval", 2017
- Single Tian Mai Sin Sang (Ost. Drama Sang Jak Poh Series: Tien Mai Sin Sang), 2017
- Single Bpert Jai (Ost. Drama Lab Luang Jai), 2019
- Single Kum Nai Jai (Ost. In Time with You), 2021
- Single Jub Meua Tur Wai (Ost. Me Always You), 2021

### Songs featuring Chin Chinawut
- Song: First Love First Hurt – B-O-Y Feat.Chin Chinawut, 2008
- Song: Took krung tee Kid Tueng Ter – Auttapon Prakopkong Feat.Chin Chinawut, 2010
- Song: Whatever Whenever – Kitti Chiawongsakul Feat.Chin Chinawut, 2011
- Song: Sorry – Southside Feat.Chin Chinawut, 2011
- Song: Gae Ngao rue Aow Jing – Tatan Feat.Chin Chinawut, 2013

### Music albums
| Tên                                           | Date Released                    | Song List |
| --------------------------------------------- | -------------------------------- | --- |
| CHIN UP                                       | ngày 29 tháng 5 năm 2009 (2550)  | 1. *Pak Mai Trong Gub Jai 2. Body Language 3. Kad Ruk Ter 4. Chan Ja Pai Gub Ter 5. My Way 6. Jao kong Hua Jai 7. Hey Beautiful 8. Roo Chai Mai Wa Rak 9. Term Mai Koey Tem 10. Ying Soong Ying Suay 11. Kor Kwam Jak Kon Rak Kao Feat. Kor MR. Saxman                                                  |
| May Be I'm Bad                                | ngày 16 tháng 12 năm 2010 (2551) | 1. Kuen Tee Nung 2. *May Be I'm Bad 3. Hua Jai Mai Chai Kra Dad 4. Too Fast Too Serious 5. Let Me Call 6. Kong Kwan Tee Wang Plao 7. Kwam Jam Suam 8. Koo Keng 9. Yak God Nang Fah 10. Pab Tid Ta 11. Kong Kwan Tee Wang Plao (Piano Version) 12. Mai Mee Krai Bok Hai Rak (Version: After Valentine's) |
| Ost: Series LOVE-18 (Rak Woon Wai Hua Jai 18) | ngày 30 tháng 9 năm 2011 (2552)  | 1. Ni Feng (Ost: Series LOVE-18 (Rak Woon Wai Hua Jai 18)) 2. Nuan Liu (Ost: Series LOVE-18 (Rak Woon Wai Hua Jai 18)) 3. Kon Ru Jai (Ost: Series LOVE-18 (Rak Woon Wai Hua Jai 18)) |
| I Believe                                     | ngày 28 tháng 10 năm 2013 (2554) | 1. Never Give Up 2. Lan La Feat. Bankk, Opal 3. Na Tee Kong Hua Jai 4. Mee Arai Hai Tum Eek Mai 5. *Kuen Nee Yak Dai Kee Krung 6. Ta Chan 7. Nung Kam Tam Song Kam Tob 8. Kwam Tung Jai Kong Puen Kao 9. Chad tee Laew 10. Mai Tai Yang Nae Non 11. Don't Wake Me Up                                    |

- *= Promoted Single

### Lồng tiếng
Birdland Dan Ma Had sa Jan As Jemy (First episode date: ngày 4 tháng 6 năm 2011 (2552))

### International career
- Chin Up: Malaysia Album, 2010 (2551)
- Yu Jian Ni (Chinese Singles), 2010 (2551)
- Maybe I'm Bad: Malaysia Album, 2011 (2552)
- OST. Love.18 (Chinese Singles), 2011 (2552)

## Sự nghiệp phim ảnh

### Phim điện ảnh
| Năm  | Phim                          | Vai       | Đóng với                                                       |
| ---- | ----------------------------- | --------- | -------------------------------------------------------------- |
| 2013 | Long Weekend Kỳ nghỉ tai ương | Thongsook | Cheranut Yusanonda, Natpassara Adulyamethasiri, Sean Jindachot |
| 2019 | Pee Nak Ngôi đền kỳ quái      | Nont      | Jannine Weigel, Vachiravit Paisarnkulwong                      |
| 2019 | Chaeng Ton tattoo             | Freddy    |                                                                |

### Phim truyền hình
| Năm  | Phim                                                  | Vai            | Đóng với                                                         | Đài      |
| ---- | ----------------------------------------------------- | -------------- | ---------------------------------------------------------------- | -------- |
| 2010 | Opas: The Series                                      | Navin          |                                                                  | CH9      |
|      | Love – 18, Rak Woon Wai Hua Jai 18                    | Joshua         | Chung Hsin Yi (Zhong Xin Yi)                                     |          |
| 2012 | Zeal 5 Kon Gla Tah Atam                               | Boss           |                                                                  | CH5      |
| 2013 | Yom Ma Ban Jao Ka                                     | Ice            |                                                                  | CH7      |
| 2013 | Keu Hat Ta Krong Pi Pop                               | Thun           | Sonya Singha                                                     | CH7      |
| 2015 | Roy Leh Sanae Rai Sự quyến rũ xấu xa                  | Tor            | Puttichai Kasetsin, Note Panayanggool, Pantila Pansirithanachote | OneHD    |
| 2017 | Por Krua Hua Pa Đầu bếp sành ăn                       | Ca sĩ          | (khách mời)                                                      | CH3      |
|      | Sang Jak Poh Tien Mai Sin Sang                        | Pok Pong       |                                                                  | Thai PBS |
| 2018 | BANGKOK GHOST STORIES Sing Khong                      | นนท์            |                                                                  | GMM25    |
| 2018 | Naet Nakin                                            | Kingkawin      |                                                                  | OneHD    |
| 2018 | Prom Mai Dai Likit Chẳng phải định mệnh của nhau      | Puwadol / "Pu" | Natthapat Wipatkornthrakul                                       | OneHD    |
| 2019 | Secret Garden (Thái ver) Khu vườn bí ẩn               | Ray            | Pimpatchara Vajrasevee                                           | True4u   |
| 2021 | In Time With You (Thái ver) Có lẽ anh sẽ không yêu em | Mawin / "Win"  | Arak Amornsupasiri & Monchanok Saengchaipiangpen                 | PPTV36   |
| 2021 | The Mind Game Trò chơi cân não                        | Trung úy Pakin |                                                                  | OneHD    |
| 2021 | The Messenger                                         | Art            |                                                                  | PPTV36   |
| 2021 | Switch On Hoán đổi thế giới                           | Pakorn         |                                                                  | CH3      |

## T.V. shows
- 2017 CH7 – Gương mặt thân quen Thái Lan (season 3): Competitor Code: S4

| Tuần | Nghệ sĩ hóa thân                      | Ca khúc               | NOTE      |
| ---- | ------------------------------------- | --------------------- | --------- |
| 1    | –                                     | -                     |           |
| 2    | Beyonce Knowles                       | Run the World (Girls) |           |
| 3    | –                                     | -                     |           |
| 4    | Chadchai Sukawadee                    | Kid Tueng             |           |
| 5    | Sayan Sanya                           | Gai Ja                |           |
| 6    | Prisna Prysang                        | SHA-LA-LA-LA-LA       |           |
| 7    | Sobchai Graiyoonsen                   | Rak Ter               |           |
| 8    | -                                     | -                     |           |
| 9    | Justin Timberlake                     | My Love               | Nhất tuần |
| 10   | Amphol Lumpoon                        | Aow Pai Loey          |           |
| 11   | Mum Laconic                           | Kwam Lub              |           |
| 13   | Chester Bennington of the Linkin Park | Numb                  |           |

- 2017 – Chin cũng xuất hiện The Candle Mask (Ca sĩ giấu mặt), The Mask Singer Thailand Season 3 to sing a song Sunday Morning by Maroon 5 in group C. And lost to The Diamond Tiara Mask. Anh lộ mặt nạ ngày 9 tháng 11 năm 2017.
- 2019 WorkpointTV - 10Fight10 (ss1) (Team White) - thắng trận đấu với Isariya Patharamanop (2-0)
- 2020 CH7 – Masterchef Celebrity Thailand (top 5 chung cuộc)

## Awards
| Năm  | Giải                                       | Tên                                          | Kết quả   | Note                                                                   |
| ---- | ------------------------------------------ | -------------------------------------------- | --------- | ---------------------------------------------------------------------- |
| 2013 | Golden Television Award (รางวัลโทรทัศน์ทองคำ) | Best Character Voice Team (ทีมผู้พากย์การ์ตูนดีเด่น) | Đoạt giải | As: Jemy From:Bird: Flying With Byrd (ngày 11 tháng 2 năm 2014 (2555)) |